# Gokenin

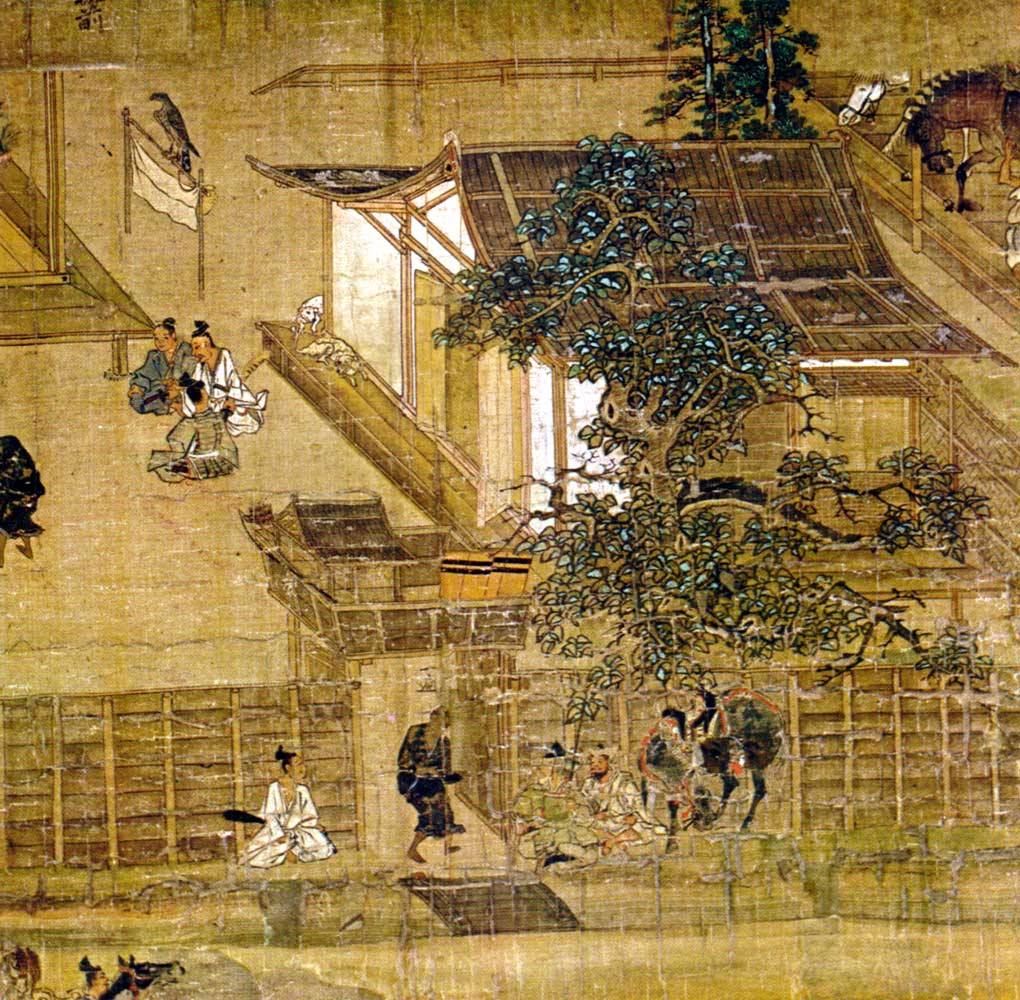
Casa di un gokenin

Un gokenin (御家人?) fu inizialmente un ruolo assegnato a un vassallo dello shogunato dei periodi Kamakura e  Muromachi in Giappone.
In cambio di protezione e il diritto di diventare shugo (governatore) o jitō (signore del maniero), in tempi di pace un gokenin aveva il dovere di proteggere la corte Imperiale e Kamakura e in caso di guerra doveva combattere con le sue forze sotto la bandiera dello shōgun. Dalla metà del XIII secolo il fatto che i gokenin potessero diventare de facto proprietari della terra che amministravano, assieme all'usanza che tutti i figli di questi potevano ereditare tale carica, portò alla frammentazione della terre e un conseguente indebolimento dello shogunato stesso.
Il ruolo gokenin cessò di avere una forza significativa durante il periodo Muromachi e fu soppiantato dalla figura del daimyō. Durante lo shogunato Tokugawa tale titolo veniva dato ai samurai che erano inferiore di rango solo agli hatamoto. Durante il successivo periodo Edo il termine giunse finalmente a indicare un vassallo diretto dello shōgun nominato omemie (御目見?), il che significa che non avevano il diritto ad un incontro con lo shōgun stesso.